# Lorenzo Hoareau
Lorenzo Hoareau (Mont Fleuri, 6 gennaio 2007) è un calciatore seychellese, centrocampista del St. Louis Suns Utd e della nazionale seychellese.

## Carriera

### Club
Hoareau è cresciuto nelle giovanili del Foresters e nel marzo del 2022 ha effettuato un provino in Francia con l'Olympique Marsiglia. Ha debuttato nella massima divisione seychellese nel corso della stagione 2023-2024 e l'anno seguente è stato acquistato dal St. Louis Suns Utd.
Il 15 ottobre 2024 è stato inserito nella lista dei migliori sessanta calciatori nati dopo il 2007, stilata dal quotidiano inglese The Guardian.

### Nazionale
Ha giocato nella nazionale seychellese Under-17.
Ha debuttato con la nazionale maggiore seychellese il 1º settembre 2021 nell'incontro amichevole perso 7-1 contro le Comore e tre giorni più tardi ha segnato il suo primo gol nell'amichevole persa 8-1 contro il Burundi diventando a 14 anni e 241 giorni il più giovane marcatore di un incontro internazionale per una nazione africana ed il secondo più giovane a livello mondiale.

## Statistiche

### Cronologia presenze e reti in nazionale
| Cronologia completa delle presenze e delle reti in nazionale ― Seychelles | Cronologia completa delle presenze e delle reti in nazionale ― Seychelles | Cronologia completa delle presenze e delle reti in nazionale ― Seychelles | Cronologia completa delle presenze e delle reti in nazionale ― Seychelles | Cronologia completa delle presenze e delle reti in nazionale ― Seychelles | Cronologia completa delle presenze e delle reti in nazionale ― Seychelles | Cronologia completa delle presenze e delle reti in nazionale ― Seychelles | Cronologia completa delle presenze e delle reti in nazionale ― Seychelles |
| Data                                                                      | Città                                                                     | In casa                                                                   | Risultato                                                                 | Ospiti                                                                    | Competizione                                                              | Reti                                                                      | Note                                                                      |
| ------------------------------------------------------------------------- | ------------------------------------------------------------------------- | ------------------------------------------------------------------------- | ------------------------------------------------------------------------- | ------------------------------------------------------------------------- | ------------------------------------------------------------------------- | ------------------------------------------------------------------------- | ------------------------------------------------------------------------- |
| 1-9-2021                                                                  | Iconi                                                                     | Comore                                                                    | 7 – 1                                                                     | Seychelles                                                                | Amichevole                                                                | -                                                                         | 79’                                                                       |
| 4-9-2021                                                                  | Iconi                                                                     | Seychelles                                                                | 1 – 8                                                                     | Burundi                                                                   | Amichevole                                                                | 1                                                                         | 55’                                                                       |
| 8-6-2024                                                                  | Berkane                                                                   | Gambia                                                                    | 5 – 1                                                                     | Seychelles                                                                | Qual. Mondiali 2026                                                       | -                                                                         | 77’                                                                       |
| 11-6-2024                                                                 | Berkane                                                                   | Seychelles                                                                | 1 – 3                                                                     | Burundi                                                                   | Qual. Mondiali 2026                                                       | 1                                                                         |                                                                           |
| 28-6-2024                                                                 | Port Elizabeth                                                            | Lesotho                                                                   | 1 – 1                                                                     | Seychelles                                                                | Coppa COSAFA 2024 - 1º turno                                              | 1                                                                         |                                                                           |
| 1-7-2024                                                                  | Port Elizabeth                                                            | Angola                                                                    | 3 – 2                                                                     | Seychelles                                                                | Coppa COSAFA 2024 - 1º turno                                              | -                                                                         |                                                                           |
| 3-7-2024                                                                  | Port Elizabeth                                                            | Namibia                                                                   | 3 – 1                                                                     | Seychelles                                                                | Coppa COSAFA 2024 - 1º turno                                              | -                                                                         |                                                                           |
| Totale                                                                    |                                                                           | Presenze                                                                  | 7                                                                         |                                                                           | Reti                                                                      | 3                                                                         |                                                                           |